# زواج المثليين في جنوب إفريقيا
أصبح زواج المثليين قانونيًا في جنوب إفريقيا منذ دخول قانون الاتحاد المدني حيز التنفيذ في 30 نوفمبر 2006. وقرار المحكمة الدستورية في قضية وزير الشؤون الداخلية ضد فوري في 1 ديسمبر 2005 مدد تعريف قانون الزواج إلى الأزواج المثليين - حيث يضمن دستور جنوب إفريقيا الحماية المتساوية أمام القانون لجميع المواطنين بغض النظر عن التوجه الجنسي - وأعطى البرلمان سنة واحدة لتصحيح عدم المساواة في قوانين الزواج. في 14 نوفمبر 2006، أقرت الجمعية الوطنية قانونا يسمح للأزواج المثلية بالزواج قانونيا في تصويت 230 صوتا لصالح مقابل 41 صوتا ضد (230-41)، والذي وافق عليه المجلس الوطني للمقاطعات في 28 نوفمبر في تصويت 36 صوتا لصالح مقابل 11 صوتا ضد (36-11)، ودخل القانون حيز التتفيذ بعد يومين.
تعتبر جنوب إفريقيا الدولة الخامسة في العالم، والدولة الأولى (والوحيدة في 2019) في إفريقيا، والأولى في نصف الكرة الجنوبي، وأول جمهورية في العالم، والثانية خارج أوروبا التي قامت بتشريع زواج المثليين.

## التاريخ

### الخلفية
تعتبر جنوب إفريقيا أول دولة في العالم تقوم بحماية التوجه الجنسي كحق من حقوق الإنسان في دستورها. يحظر كل من الدستور الانتقالي، الذي دخل حيز التنفيذ في 27 نيسان/أبريل 1994، والدستور النهائي، الذي حل مكانه في 4 شباط/فبراير 1997، التمييز على أساس الجنس أو الجندر أو الميول الجنسية. شكلت حقوق المساواة هذه الأساس لسلسلة من قرارات المحاكم التي منحت حقوقًا محددة للشركاء في العلاقات المثلية طويلة الأمد:
- اعترفت قضية «لانغيمات ضد وزير الأمن والسلامة» (1998) بواجب الدعم المتبادل بين الشركاء المثليين، ومزايا التأمين الطبي الممتد.
- مددت قضية الائتلاف الوطني للمثليين والمثليات للمساواة ضد وزير الشؤون الداخلية (1999) فوائد الهجرة لشركاء الأجانب من مواطني جنوب إفريقيا.
- قامت قضية ساتشويل ضد رئيس جمهورية جنوب إفريقيا (2002) بتمديد مخصصات المكافآت والمعاشات.
- سمحت قضية دو تويت ضد وزير الرفاه والتنمية السكانية (2002) للشركاء المثليين بتبني الأطفال معاً.
- سمحت قضية جاي ضد المدير العام، قسم الشؤون الداخلية (2003) بتسجيل كلا الشريكين بوصفهما أبوين لطفل المولود من خلال التلقيح الاصطناعي.
- اعترفت قضية دو بليسيس ضد صندوق حوادث الطرق (2003) بالمطالبة بالتعويض عن مال فقدان الدعم عندما يُقتل شريك مثليا عن طريق الإهمال.
- سمحت قضية غوري ضد كولفر نو (2006) بميراث شريك مثلي مات دون وصية.[2]

### قضية فوري
في عام 2002، رفعت شريكتان مثليتان من الإناث، هما مارييه فوري وسيسيليا بونثيوس، بدعم من مشروع المساواة للمثليين والمثليات، طلبا في محكمة بريتوريا العليا لإقرار اتحادها وتسجيله من قبل وزارة الشؤون الداخلية كزواج صالح. ورفض القاضي بيير رو الطلب في 18 تشرين الأول/أكتوبر 2002، على أساس تقني، بأنه لم يهاجم بشكل صحيح دستورية تعريف الزواج أو «قانون الزواج، 1961».
وقد طلب فوري وبونثويس الإذن للطعن أمام المحكمة الدستورية، ولكن تم رفض ذلك، ومنحت المحكمة العليا إجازة للاستئناف أمام محكمة الاستئناف العليا. تقدمت الشريكتان إلى المحكمة الدستورية للحصول على إمكانية الوصول المباشر، لكن تم رفض ذلك في 31 يوليو 2003، ذكرت المحكمة أن القضية أثارت قضايا معقدة من القانون العام والقانونية التي ينبغي أولا أن ينظر إليها آراء محكمة الاستئناف العليا.
وبناءً على ذلك، استأنف فوري وبونثويس الحكم الصادر عن المحكمة العليا إلى محكمة الاستئناف العليا، التي أصدرت حكمها في 30 نوفمبر/تشرين الثاني 2004. وقد حكمت المحكمة المؤلفة من خمسة قضاة بالإجماع بأن تعريف القانون العام للزواج كان باطلاً لأنه غير دستوري بسبب تمييزه على أساس التوجه الجنسي، وأنه ينبغي تمديده ليصبح «الزواج هو اتحاد شخصين بإقصاء جميع الآخرين مدى الحياة». وحكمت المحكمة كذلك بالإجماع أنه نظرا لأن فوري وبونثويس لم تطعنا في قانون الزواج، فإن المحكمة لا تستطيع إبطاله، وبالتالي، لا يمكن أن يتم عقد زواجهم رسميا. غير أن المحكمة انقسمت حول ما إذا كان ينبغي منح الزوجين سبيل انصاف فوري في تطبيق التعريف الجديد الأوسع للقانون العام للزواج. رأي الأغلبية، الذي كتبه إدوين كاميرون، حكم بأن التعريف الجديد يجب أن ينطبق على الفور. وفي رأي مخالف، كان القاضي إيان فارلام يرى أن أمر المحكمة الذي يعلن بتعريف القانون العام باطل يجب تعليقه لمدة عامين للسماح للبرلمان بتبني تغيير خاص للوضع.
وقد استأنفت الحكومة حكم المحكمة الدستورية العليا أمام المحكمة الدستورية، بحجة أن تغييرًا كبيرًا في مؤسسة الزواج كان من مسؤولية البرلمان وليس المحاكم، في حين استأنف فورني وبونثويس، قائلين إن قانون الزواج يجب تغييره كما اقترحه فارلام. وفي الوقت نفسه، أطلق مشروع المساواة للمثليات والمثليين أيضا دعوى منفصلة بشكل مباشر ضد دستورية قانون الزواج، الذي كان من المقرر في الأصل الاستماع إليه في محكمة جوهانسبرغ العليا؛ منحت المحكمة الدستورية طلب المشروع لسماع والحكم في القضية في وقت واحد مع قضية فوري.
في 1 كانون الأول/ديسمبر 2005، أصدرت المحكمة الدستورية قرارها: وافق القضاة التسعة بالإجماع على أن تعريف القانون العام للزواج وصيغة الزواج في قانون الزواج، إلى الحد الذي يستبعد فيه الشركاء المثليين من الزواج، كان بشكل غير عادل تمييزي وغير مبرر، وبالتالي غير دستوري وغير صالح. في مقطع واسع مقتبس من حكم الأغلبية، كتب القاضي ألبي ساكس:
«وبالتالي، فإن استبعاد الأزواج المثليين من فوائد الزواج ومسؤولياته ليس إزعاجًا صغيرًا وملموسًا ناتجًا عن بعض الآثار الباقية من التحامل المجتمعي المتجه إلى التبخر مثل ندى الصباح. إنه يمثل تعبيرًا قبيحًا إذا كان القانون الذي ينص على أن الأزواج المثليين هم من الخارج عن ذلك، وأن حاجتهم إلى تأكيد وحماية علاقاتهم الحميمية ككائنات بشرية أقل إلى حد ما من الأزواج المغايرين، وهو ما يعزز فكرة الجرح بأنها تعامل على أنها شذوذات بيولوجية، فشل أو انقضى البشر الذين لا يتناسبون مع المجتمع العادي، وعلى هذا النحو، لا يتأهلون للقلق الأخلاقي الكامل والاحترام الذي يسعى دستورنا إلى ضمانه للجميع، وهو يدل على قدرتهم على الحب، والالتزام وقبول المسؤولية هو، بالتعريف، أقل جدارة بالاعتبار من الالتزام بالأزواج المغايرين». الفقرة 71 من الحكم
كان هناك بعض الاختلاف حول الانصاف: حكمت الأغلبية (ثمانية من القضاة) بوقف إعلان البطلان لمدة عام للسماح للبرلمان بتصحيح الوضع، حيث كانت هناك طرق مختلفة يمكن من خلالها القيام بذلك، وقد حققت لجنة إصلاح القوانين بالفعل في عدة مقترحات. إذا لم ينهي البرلمان اللامساواة بحلول 1 كانون الأول/ ديسمبر 2006، فستُقرأ الكلمات تلقائيا في قانون الزواج للسماح بزواج المثليين. وعارضت القاضية كيت أوريغان، بحجة أنه ينبغي قراءة هذه الكلمات في الحال.

### قانون الاتحاد المدني
في 24 أغسطس 2006، وافق مجلس الوزراء على مشروع قانون الاتحاد المدني لتقديمه إلى البرلمان. كان مشروع القانون الذي تم إدخاله في البداية سيسمح إلا للشراكات المدنية التي ستكون مفتوحة فقط للشركاء المثليين ولها نفس النتائج القانونية مثل الزواج. كما تضمنت أحكاما للاعتراف بالشراكات المحلية بين الشركاء غير المتزوجين، سواء من المثليين أو المغايرين. قام مستشارو قانون الولاية، الذين يقومون بفحص القوانين الخاصة بالدستورية والشكل، برفض التصديق على مشروع القانون، مما يشير إلى أنه فشل في اتباع الإرشادات التي وضعتها المحكمة الدستورية. وصفت مجموعة العمل المشتركة، وهي شبكة من منظمات الدفاع عن حقوق المثليين، فكرة قانون الزواج المنفصل للأزواج المثليين، بأنه «طريقة تفكير فصل عنصري.»
في 16 سبتمبر، خرج الآلاف من مواطني جنوب إفريقيا إلى الشوارع في عدة مدن للاحتجاج على زواج المثليين. وطالب الحزب الديمقراطي المسيحي الإفريقي المعارض بتعديل دستوري لتعريف الزواج كاتحاد بين رجل وامرأة فقط. تم رفض هذا من قبل اللجنة التابعة للجمعية الوطنية حول الشؤون الداخلية. بدأت جلسات الاستماع العامة حول مشروع قانون الاتحاد المدني في 20 سبتمبر. في 7 أكتوبر، نظم تحالف الزواج مسيرة إلى بريتوريا لتسليم ممثلي الحكومة مذكرة تعارض زواج المثليين.
في 9 تشرين الأول/أكتوبر، صوت حزب المؤتمر الوطني الإفريقي الحاكم لصالح دعم قانون الاتحاد المدني. وعلى الرغم من انقسام الحزب حول هذه القضية، فإن التصويت يعني أن نواب المؤتمر الوطني الإفريقي ملزمون بدعم مشروع القانون في البرلمان. وجاء دعم الحزب الكامل بعد أن ذكر أعضاء اللجنة التنفيذية الوطنية أعضاء الحزب بأن حزب المؤتمر الوطني الإفريقي ناضل من أجل حقوق الإنسان، والتي شملت حقوق المثليين.
كان من المتوقع أن تصوت الجمعية الوطنية على مشروع القانون في 20 أكتوبر من أجل إتاحة الوقت الكافي للمجلس الوطني للاقاليم لمناقشة والتصويت عليه قبل الموعد النهائي 1 ديسمبر. تأخر التصويت مراراً وتكراراً لأن لجنة الشؤون الداخلية لا تزال تشارك في المناقشات. رداً على الحجة القائلة بأن الشراكات المدنية «المنفصلة ولكن المتساوية» لا تتوافق مع حكم المحكمة الدستورية، قامت اللجنة بتعديل مشروع القانون للسماح إما للزواج أو بالشراكات المدنية، ; باللغة خوسية:(imitshato yabasini sifanayo}}; بالغة زولوية: (imishado yabantu bobulili obufanayo).}} والسماح بهما للأزواج المثليين والأزواج المغايرين. كما تمت إزالة الفصل الذي يتناول الاعتراف بالشراكات المنزلية.
وأقرت الجمعية الوطنية مشروع القانون المعدل في 14 تشرين الثاني/نوفمبر بأغلبية 230 صوتا لصالح مقابل 41 صوتا ضد (230-41)، كما أقر المجلس الوطني للمقاطعات في 28 تشرين الثاني/نوفمبر بأغلبية 36 صوتاً لصالح مقابل 11 صوتا ضد (36-11). وقعت نائبة الرئيس فومزيل ملامبو - نغوكا، بالنيابة عن الرئيس ثابو مبيكي، على مشروع القانون في 29 تشرين الثاني/نوفمبر، وأصبح قانونًا في اليوم التالي، قبل يوم واحد من صدور أجل أمر المحكمة الدستورية. قال وزير الشؤون الداخلية، نوسيفيوي مابيسا-نكاكولا، أن القانون ليس إلا تدبيرا مؤقتا، مشيرا إلى أن قانون الزواج الكامل سيتم صياغته لمواءمة عدة تشريعات للزواج حالية.
وقد أشاد النشطاء المثليون والليبراليون بالقانون كخطوة أخرى إلى الأمام من ماضي الفصل العنصري في البلاد، بينما وصفه بعض رجال الدين والزعماء التقليديين في نفس الوقت بأنه «أسوأ يوم في ديمقراطيتنا التي دامت 12 سنة». ووصف الزعيم الإسلامي الشيخ شريف أحمد مشروع القانون بأنه «عمل أجنبي مفروض على افريقيا».
كان فيرنون غيبس وتوني هولز، أول زوجين مثليين يتزوجان قانونيا في جنوب إفريقيا، وقد قاما بذلك في جورج، في اليوم التالي، 1 ديسمبر/كانون الأول 2006. ولم يواجهوا أي مشاكل، وتزوج زوجان آخران في وقت لاحق من ذلك اليوم في نفس المكان.
في عام 2013، عُقد أول حفل زواج مثلي تقليدي في جنوب إفريقيا، بين تشيبو كامرون موديساني وتوبا كالفن سيتهول في مدينة كوادوكوزا في كوازولو ناتال.

## القانون

العلاقات الجنسية المثلية قانونية
زواج المثليين
توفر أشكال أخرى للاعتراف القانوني بالعلاقات المثلية كالاتحاد المدني أو الشراكة المسجلة (أو المساكنة غير المسجلة)
لا اعتراف
العلاقات الجنسية المثلية غير قانونية
قوانين تجرم لكن لايتم تطبيقها أو قوانين غير واضحة
عقوبة سجنية
السجن المؤبد
عقوبة الإعدام

تنص ثلاثة قوانين تنص حاليا على وضع الزواج في جنوب إفريقيا. هذه هي «قانون الزواج» (القانون رقم 25 لعام 1961) الذي ينص على الزواج المدني أو الديني للمغايرين جنسيا؛ قانون الاعتراف بالزواج العرفي (القانون رقم 120 لعام 1998)، الذي ينص على التسجيل المدني لحالات الزواج الرسمية وفقاً لتقاليد مجموعات السكان الأصليين؛ وقانون الاتحاد المدني (قانون 17 لسنة 2006)، الذي ينص على الزواج المدني للمثليين وللمغايرين، والزواج الديني والشراكات المدنية. لا يجوز تزويج أي شخص إلا بموجب واحدة من هذه القوانين في أي وقت.
يجوز للزوجين الذين يتزوجان بموجب قانون الاتحاد المدني اختيار ما إذا سيتم تسجيل اتحادهم كزواج أو شراكة مدنية. وفي كلتا الحالتين، تكون النتائج القانونية مطابقة لتلك الخاصة بالزواج بموجب قانون الزواج، باستثناء التغييرات التي يتطلبها السياق. تعتبر أي إشارة إلى الزواج في أي قانون، بما في ذلك القانون العام، تشمل الزواج أو الشراكة المدنية بموجب قانون الاتحاد المدني؛ وبالمثل، فإن أي إشارة إلى الزوج أو الزوجة أو الزوج في أي قانون تعتبر إشارة إلى الزوج أو الشريك المدني فيما يتعلق بقانون الاتحاد المدني .

### القيود
يجب أن يكون عمر الطرفين في الزواج أو الشراكة المدنية 18 عامًا أو أكثر وليس متزوجًا بالفعل أو شريكًا مدنيًا. كما أن الزواج محظور في حالة التقارب وقرابة العصب التي تطبق في قانون الزواج تنطبق أيضا تحت قانون الاتحاد المدني. وبالتالي، لا يجوز لأي شخص أن يتزوج من سلفه أو سليله المباشر أو أخيه أو عمه أو عمته أو ابنة أخته أو ابن أخيه أو سلف أو سليل أحد الأزواج السابقين.
ويسمح قانون الاعتراف بالزواج العرفي لعام 1998، في ظروف محدودة، للرجل بالزواج من عدة زوجات. لا يجوز لأي شخص متزوج بموجب قانون الاتحاد المدني أن يتزوج مع شريك ثان حتى يتم حل الزواج الحالي.

### طلب عقد الزواج
يجب أن يتم عقد الزواج والشراكات المدنية من قبل موظف الزواج المأذون به. يمكن للمسؤولين الحكوميين (في المقام الأول القضاة والشؤون الداخلية موظفي الخدمة المدنية) الذين يتم تعيينهم كضباط الزواج تحت قانون الزواج عقد الزواج أيضا من خلال قانون الاتحاد المدني. كما يمكن تعيين الزعماء الدينيين كموظفين للزواج بموجب قانون الاتحاد المدني، لكن الزعماء الدينيين المعينين بموجب قانون الزواج ليسوا قادرين تلقائياً على إضفاء الصفة الرسمية على الزواج بموجب قانون الاتحاد المدني.
يمكن لموظفي الزواج الحكوميين الذين لديهم اعتراض على عقد زواج المثليين، هذا الاعتراض خطيا إلى وزير الداخلية، وإذا فعلوا ذلك فلا يمكن إجبارهم على عقده (لا ينطبق هذا البند على ضباط الزواج الديني لأنهم على أية حال ليسوا ملزمين بتزويج زواج من شأنه أن ينتهك عقائد دينهم). وقد جادل العديد من العلماء الدستوريين بأن هذا الحكم غير دستوري، وهو ما يمثل موافقة الدولة على التمييز في انتهاك للحق في المساواة. في يوليو عام 2017، بعد أكثر من عقد من الزمان على تقنين زواج المثليين في جنوب إفريقيا، أفاد موقع «مامبا أونلاين» لأخبار المثليين أن 421 (من أصل 1,130) من موظفي الزواج في جنوب إفريقيا كانوا معفيين من أداء زواج المثليين أو الاتحادات المدنية. ويقع معظمهم في كيب الشرقية، وفري ستيت ومبومالانغا. أعلن وزير الشؤون الداخلية مالوسي غيغابا أن وزارة الداخلية قد اتخذت عدة إجراءات لحل هذه القضية، بما في ذلك زيادة توعية مسؤولي الشؤون الداخلية وضمان معاملة الأشخاص المثليين جنسياً باحترام ووفقاً لسياسات وقوانين الموظفين.
في مايو 2017، طلبت النائبة ديدري كارتر من وزيرة الشؤون الداخلية هلينغوي مكيزي ما إذا كانت ستكون على استعداد لتقديم مشروع قانون لإلغاء أحكام الاعتراض من قانون الاتحاد المدني. ورفضت الوزير مكينزي الطلب، قائلة إن «قانون الاتحاد المدني واضح في أن موظفي الزواج لن يضطروا إلى عقد هذه الاتحادات المدنية». وأكدت مجددا على تصريح وزير الداخلية السابق مالوسى غيغابا حول تحسين حساسية حقوق المثليات والمثليين ومزدوجي التوجه الجنسي المتحولين جنسيا بين موظفي الزواج.
في يناير عام 2018، قدمت كارتر مشروع قانون تعديل الاتحاد المدني، والذي من شأنه إلغاء شروط الاعتراض. واستشهدت بالفصل العاشر من دستور جنوب إفريقيا الذي ينص على أنه «يجب توفير الخدمات بنزاهة وإنصاف ودون تحيز»، عند تقديم مشروع القانون إلى مكتب رئيس الجمعية الوطنية. قدمت كارتر مشروع القانون إلى لجنة الشؤون الداخلية في 15 أغسطس. في وقت لاحق من ذلك اليوم، أعلنت كل الأحزاب السياسية الرئيسية الأربعة (المؤتمر الوطني الإفريقي، والتحالف الديمقراطي، ومقاتلي الحرية الاقتصادية، وحزب الحرية إنكاتا) دعمها لمشروع القانون، وهنأت كارتر على اقتراحها. وقد أشار مؤيدو مشروع القانون إلى عدد من الأزواج المثليين الذين تم رفضهم عندما رغبوا في الزواج، بما في ذلك حالة رفيعة المستوى لزوجين في تونغات، كوازولو ناتال، تم سبهم وثلبهم وتحقيرهم عندما تم رفضهم. أعرب الحزب الديمقراطي المسيحي الإفريقي عن معارضته لمشروع القانون. في نوفمبر عام 2018، أقرت اللجنة القانونية الداخلية بالإجماع مشروع قانون تعديل الاتحاد المدني مع بعض التعديلات. ويسمح أحد التعديلات للمسؤولين الذين لم يقوموا بتزويج الأزواج المثليين أن يستمروا في القيام بذلك لمدة عامين. وهذا يمنح وزارة الشؤون الداخلية الوقت لتنفيذ السياسة الجديدة. ومع ذلك، لا يمكن للمسؤولين الجدد رفض ذلك على الإطلاق في أي وقت. إذا كان لأحد فروع تسجيل الزواج مسؤول يختار فترة السنتين، يجب أن يكون لديه مسؤول آخر يمكن أن يقوم بزواج المثليين. تم إرسال مشروع القانون إلى الجمعية الوطنية في جنوب إفريقيا للمناقشة، والذي مررته في ديسمبر. تم دعم مشروع القانون من قبل جميع الأطراف، ماعدا الحزب الديمقراطي المسيحي الإفريقي، وحزب الحرية الوطني، والمؤتمر الإفريقي المستقل. ويجب أن يمرر المجلس الوطني للمقاطعات مشروع القانون. إذا تمت الموافقة على ذلك، سيوقع الرئيس سيريل رامافوزا بعد ذلك على القانون.

### التمييز
يحظر التمييز ضد الأزواج المثليين (كما هو الحال بالنسبة للتمييز على أساس التوجه الجنسي) بموجب المادة 9 من الدستور وفي «قانون تعزيز المساواة ومنع التمييز غير العادل».

### الاعتراف بالاتحادات والزواج الأجنبي
لا يتضمن قانون الاتحاد المدني أي نصوص صريحة للاعتراف بالاتحادات المثلية الأجنبية. نتيجة لتمديد تعريف القانون العام للزواج، واستنادا إلى مبدأ «قانون الأرض أين تم الاحتفال»، يتم الاعتراف على زواج المثليين المنعقد في الخارج كزواج في قانون جنوب إفريقيا. ومع ذلك، فإن وضع أشكال الشراكة الخارجية غير الزواج، مثل الاتحادات المدنية أو الشراكات المنزلية، غير واضح. في قضية طلاق في عام 2010، أقرت محكمة الكاب الغربية العليا بصحة الشراكة المدنية البريطانية على أنها تعادل الزواج أو الشراكة المدنية في قانون جنوب إفريقيا.

### انتقاد التركيز على زواج المثليين
شكك العالم الدستوري بيير دي فوس في الفكرة القائلة بأن تشريع زواج المثليين في جنوب إفريقيا يمثل قمة صراع حقوق الإنسان لأفراد مجتمع المثليين. ويجادل بأن أولئك الذين لا يشاركون في علاقات زوجية طويلة الأمد، والذين لا يستطيعون الإفصاح عن ميولهم المثلية ويتزوجون بسبب تهديد الإيذاء قد لا يرون أي فائدة من التشريع.
عينت لونلي بلانيت مدينة كيب تاون (في كيب الغربية) واحدة من «أفضل 10 وجهات لزفاف المثليين».

## إحصائيات
وفقاً لحكومة جنوب إفريقيا، تزوج أكثر من 3000 من الأزواج المثليين والمثليات في جنوب إفريقيا بحلول منتصف عام 2010. تشير مؤسسة «إحصائيات جنوب إفريقيا» إلى أن ما مجموعه 3227 من حالات الزواج والشراكات المدنية قد تم تسجيلها بموجب قانون الاتحاد المدني حتى نهاية عام 2011؛ غير أن هذا الرقم لا يعكس إلا حالات الزواج التي يكون فيها أحد الزوجين على الأقل مواطناً من جنوب إفريقيا أو مقيماً دائماً. علاوة على ذلك، ليس كل حالات الزواج بموجب قانون الاتحاد المدني بين الأزواج المثليين، على الرغم من أن معظم الأزواج المغايرين لا يزالون يتزوجون بموجب قانون الزواج لعام 1961.
يتم تقسيم بيانات إحصاءات جنوب إفريقيا حسب المقاطعة والسنة؛ تبين أن غالبية عقود قانون الاتحاد المدني تم تسجيلها في خاوتينغ وكيب الغربية.
| المقاطعة          | 2007 | 2008 | 2009 | 2010 | 2011 | 2012 | 2013 | 2014  | 2015  | 2016  | العدد الإجمالي |
| ----------------- | ---- | ---- | ---- | ---- | ---- | ---- | ---- | ----- | ----- | ----- | -------------- |
| كيب الشرقية       | 0    | 41   | 30   | 24   | 29   | 38   | 37   | 54    | 49    | 57    | 359            |
| فري ستيت          | 1    | 23   | 20   | 26   | 28   | 27   | 21   | 32    | 41    | 36    | 255            |
| خاوتينغ           | 49   | 362  | 324  | 391  | 381  | 425  | 411  | 452   | 443   | 494   | 3,732          |
| كوازولو ناتال     | 8    | 74   | 87   | 79   | 63   | 91   | 81   | 161   | 220   | 249   | 1,113          |
| ليمبوبو           | 0    | 15   | 10   | 10   | 7    | 13   | 6    | 10    | 16    | 17    | 104            |
| مبومالانغا        | 3    | 7    | 11   | 11   | 16   | 12   | 16   | 9     | 24    | 22    | 131            |
| الشمالية الغربية  | 2    | 6    | 5    | 9    | 3    | 11   | 10   | 28    | 25    | 29    | 128            |
| كيب الشمالية      | 1    | 11   | 43   | 75   | 93   | 106  | 87   | 81    | 10    | 15    | 522            |
| كيب الغربية       | 16   | 191  | 227  | 261  | 238  | 253  | 320  | 314   | 346   | 358   | 2,524          |
| خارج جنوب إفريقيا | 0    | 2    | 3    | 2    | 9    | 11   | 4    | 3     | 4     | 4     | 42             |
| غير محدد          | 0    | 0    | 0    | 0    | 0    | 0    | 0    | 0     | 7     | 50    | 57             |
| Total             | 80   | 732  | 760  | 888  | 867  | 987  | 993  | 1,144 | 1,185 | 1,331 | 8,967          |

## الرأي العام
وجد استطلاع عام 2014 أن ناخبي «حزب محاربي الحرية الاقتصادية» كانوا الأكثر دعمًا لزواج المثليين، وتبعهم عن قرب ناخبو التحالف الديمقراطي والمؤتمر الوطني الإفريقي.
وجد استطلاع إيبسوس عام 2015 أن 45% من مواطني جنوب إفريقيا يؤيدون زواج المثليين ، في حين أن 13% آخرين يؤيدون الاتحادات المدنية أو أي شكل آخر من أشكال الاعتراف القانوني.
وصفت بعض وسائل الإعلام تقريرًا أصدره مجلس أبحاث العلوم الإنسانية نيابة عن مؤسسة أخرى بأنه أول «بيانات تمثيلية إحصائيًا على المستوى القومي» حول قضايا المثليين في إفريقيا. ووجد التقرير أن نسبة أولئك الذين «يوافقون بشدة» على زواج المثليين ازدادت عشرة أضعاف من عام 2012 إلى عام 2015، من 1,5% إلى 9,9%، بينما انخفضت نسبة الأشخاص «الذين يعارضون بشدة» من 48.5% إلى 23.4 %. بلغ مجموع «موافق» و «موافق بشدة» 36.6% (13.5% في عام 2012)، في حين أن مجموع «لا أوافق» و «لا أوافق بشدة» بلغت 46% (78.5% في عام 2012)، والبعض الآخر محايد.